# Abano (průsmyk)
Abano (gruzínsky აბანოს უღელტეხილი, Abanos ugeltechili) je průsmyk hlavním rozvodím pohoří Velký Kavkaz v Gruzii. S nejvyšším bodem v nadmořské výšce 2850 m (podle jiných zdrojů též 2926 m a 2950 m) se jedná o nejvyšší průjezdný průsmyk v celém Kavkaze. Spojuje dvě historické oblasti Gruzie: Tušetii na severu a Kachetii na jihu.
S ohledem na vysokou nadmořskou výšku a silnou sněhovou pokrývku je průsmyk po většinu roku neprůjezdný, otevřený je v období od června do října. Horský charakter silnice a silně poškozená vozovka vyžadují terénní vozidlo s pohonem obou náprav.